# Układ regulacji ekstremalnej
Układ regulacji ekstremalnej – układ regulacji, w którym regulacja przebiega tak aby wielkości regulowane przybrały wartości ekstremalne (maksymalne lub minimalne).
W układach takich steruje się obiektami, których charakterystyki statyczne (na wykresach typu wejście-wejście przedstawiane jako krzywe np. paraboliczne) posiadają maksima i minima.
Z pozoru sterowanie ekstremalne wydaje się prostym zadaniem (należy utrzymać wielkość wejściową na takim poziomie, dla którego wartość wyjściowa przyjmuje ekstremum) jednak charakterystyki statyczne zwykle podlegają trudno mierzalnym zmianom w czasie (na przykład skutkiem działania zakłóceń) i raz dobrane nastawy regulatora (wartość zadana) nie mają zastosowania w całym zakresie zmienności parametrów regulowanego obiektu. Dlatego trzeba zmieniać wartość zadaną zależnie od zmieniających się parametrów regulowanego obiektu tak aby uzyskać cel o jakim wspomniano na wstępie. Przy tym poszukiwanie ekstremum odbywa się bezpośrednio na obiekcie (co odróżnia takie układy od układów adaptacyjnych, gdzie poszukiwanie ekstremum odbywa się na modelu).
Układy regulacji ekstremalnej uzyskać można więc poprzez uzupełnienie zasadniczego układu regulacji członem optymalizującym. Zadanie takiego członu polega na automatycznym doborze wartości zadanej tak aby uzyskana wielkość sygnału sterującego zapewniała osiągnięcie ekstremum wartości wielkości regulowanej lub innej wielkości określonej przez wskaźnik jakości - określający na przykład dokładność, koszt lub sprawność (zob. też kryterium sterowania).

## Przykłady zastosowań
- układ regulacji procesu spalania (paliwa) w silniku spalinowym
- układ regulacji procesu spalania gazu w komorze spalania pieca gazowego - tu charakterystyka statyczna (wykres temperatury w zależności od strumienia powietrza) zależy od strumienia gazu i różnej wartości opałowej gazu
- układ regulacji stosowany w radioodbiornikach do automatycznego strojenia obwodów rezonansowych